# تسویوشی یاماناکا
تسویوشی یاماناکا (انگلیسی: Tsuyoshi Yamanaka; ۱۸ ژانویهٔ ۱۹۳۹ – ۱۰ فوریهٔ ۲۰۱۷) شناگر اهل ژاپن بود.
وی در مسابقات کشوری و بین‌المللی در مجموع برندهٔ ۲ مدال طلا، ۴ مدال نقره شده‌است.